# Popkovnica
Popkôvnica (ali pópkovnica, lat. chorda umbilicalis, funiculus umbilicalis ali funis) je vrvi podobna tvorba z dvema arterijama in veno, ki povezuje plod s posteljico.

## Razvoj in anatomija
Oblikuje se v petem tednu nosečnosti z namenom, da se zavarujejo krvne žile, ki potekajo med plodom in posteljico. Mesto, kjer se popkovnica vrašča v posteljico, je zelo različno. Običajno je to v sredini posteljice ali nekoliko ekscentrično. Redkeje, v približno 7 %, pa je mesto pritrditve popkovnice povsem na robu posteljice, v 1 % primerov pa celo v plodovih membranah.
Popkovnico v najzgodnješi obliki imenujemo primitivna popkovnica. Primitivna popkovnica sestoji iz veznega mezoderma, popkovničnih žil (dve popkovnični arteriji in ena popkovnična vena), ostanka alantoisa, rumenjakovega voda z vitelinskimi žilami in iz dela ekstraembrionalnega celoma. Zrela popkovnica sestoji iz dveh popkovničnih arterij,
ene popkovnične vene, ostanka alantoisa, zdrizovine, na površju pa je amnijski epitelij. Zdrizovina je embrionalna oblika veziva, bogata s proteoglikani in ščiti krvne žile v popkovnici. Dolžina popkovnice je odvisna od premikanja
ploda. Če se plod v maternici veliko premika, je popkovnica daljša, in obratno. Ob porodu je popkovnica normalno dolga 55–60 cm in
meri v premeru 2,5 cm.

## Nepravilnosti
Predolga popkovnica, daljša od kot 80 cm, lahko tvori vozle, lahko se ovije okoli plodovih telesnih delov ali pa pride do delne ali popolne zapore krvnih žil v njej. Prekratka popkovnica, krajša od 40cm pa lahko povzroča odstopanje posteljice, krvavitve in pomanjkanje kisika za plod.
Popkovnica, ki ovije prst ali okončino ploda, lahko povzroči znotrajmaternično amputacijo prstov ali okončine.
V približno 1 % je v popkovnici namesto dveh samo ena umbilikalna arterija. Večina novorojenčkov s samo eno umbilikalno arterijo nima težav, vendar pa tako popkovnico pogosto najdemo pri novorojenčkih nizke porodne teže in pri tistih z velikimi prirojenimi, zlasti srčno-žilnimi, nepravilnostmi.